# Lucilia varipalpis
Lucilia varipalpis este o specie de muște din genul Lucilia, familia Calliphoridae. A fost descrisă pentru prima dată de Macquart în anul 1843. Conform Catalogue of Life specia Lucilia varipalpis nu are subspecii cunoscute.